# Nadhled

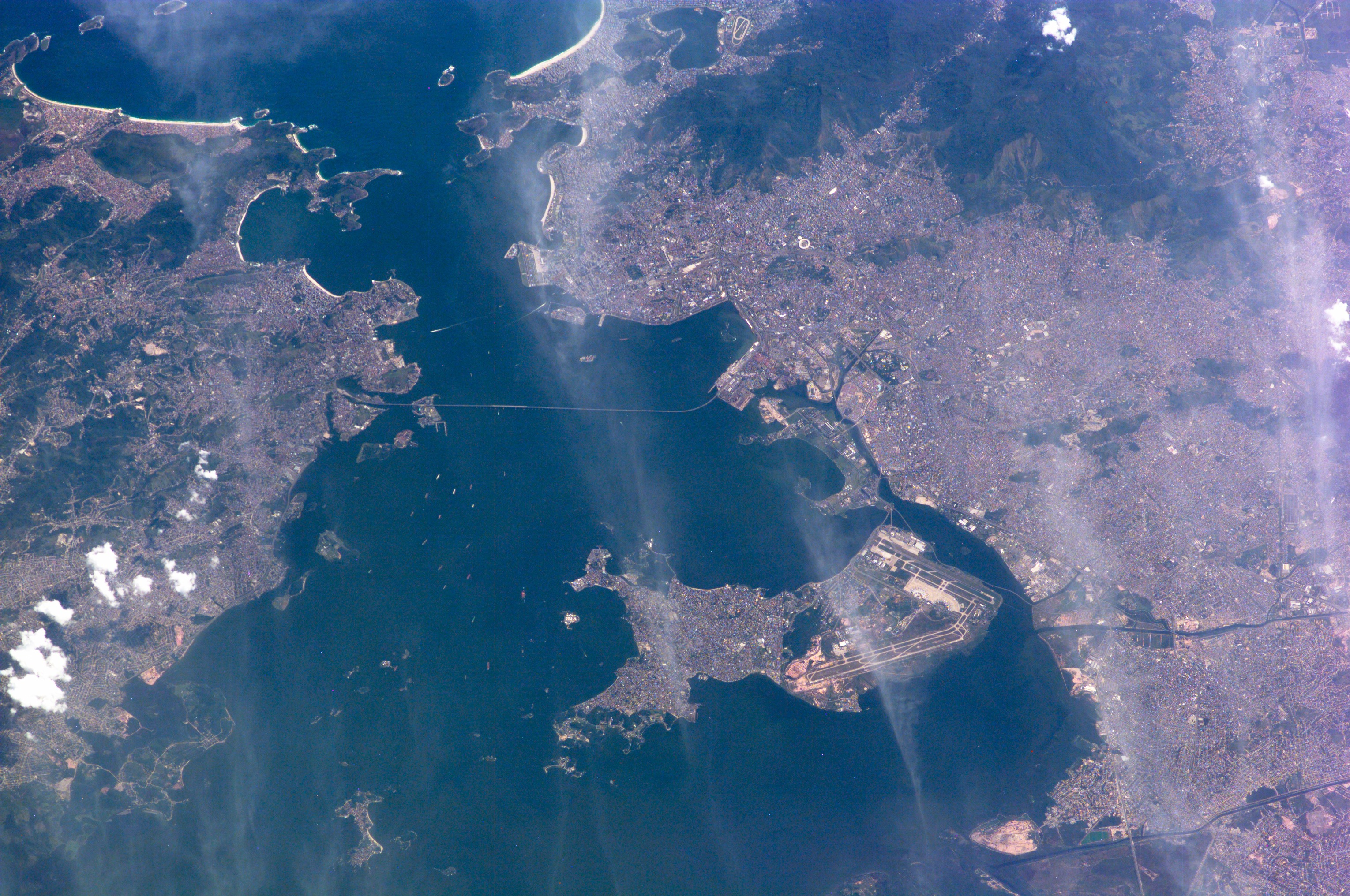
Rio de Janeiro z ptačího pohledu

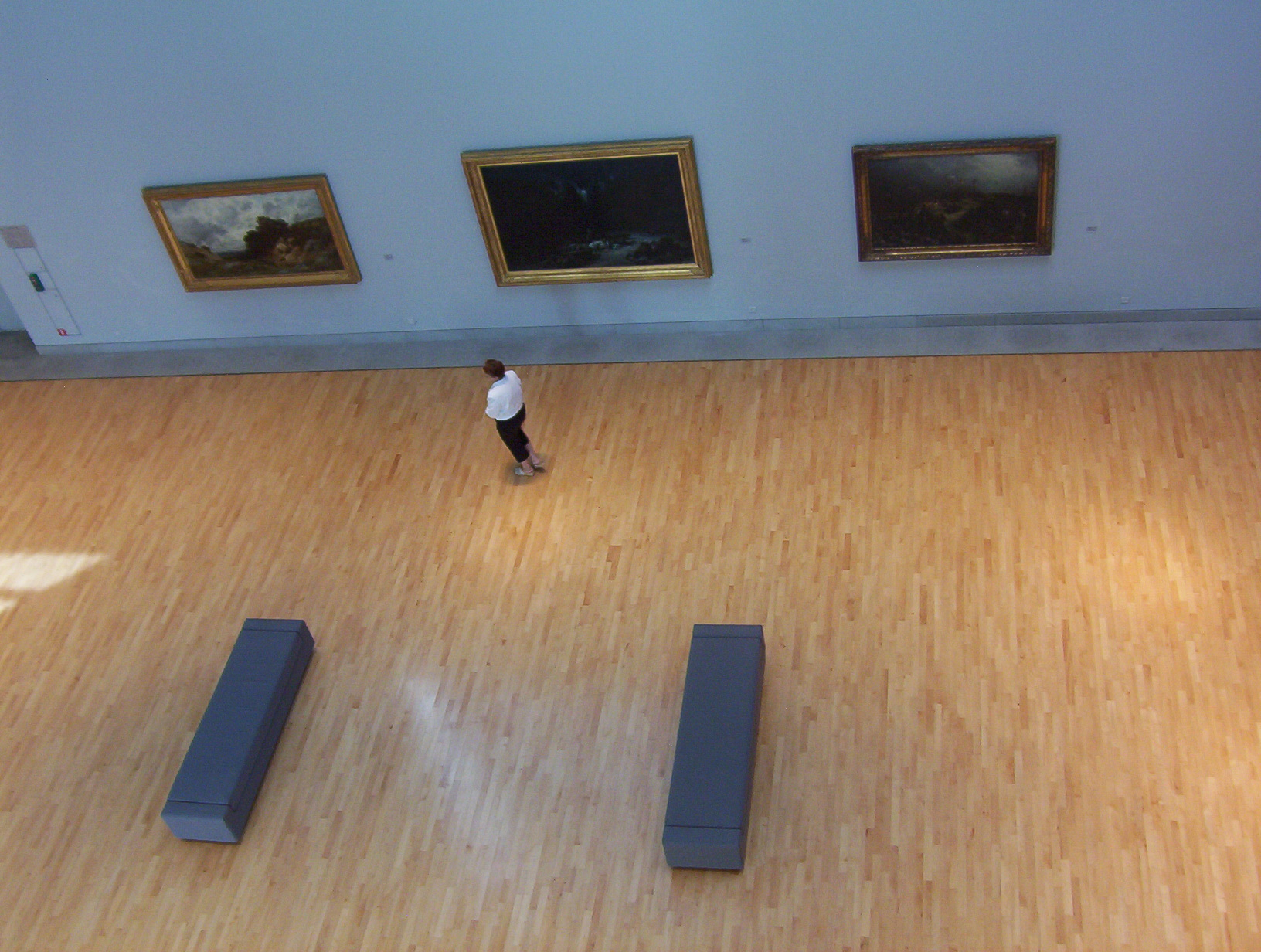
Nadhled

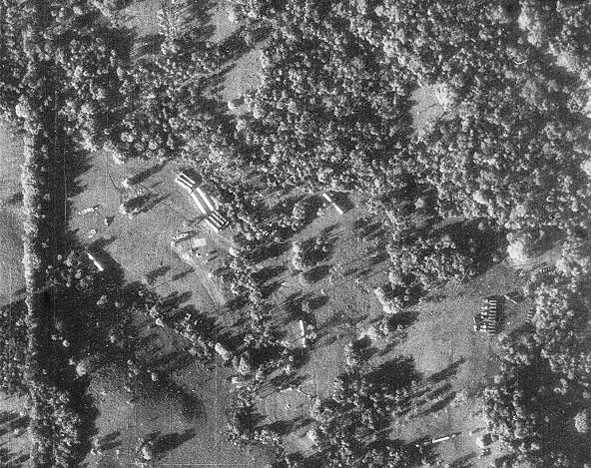
Fotografie vojenských jednotek na Kubě z průzkumného letounu U2

Nadhled, pohled shora dolů nebo ptačí pohled či ptačí perspektiva je pohled na objekt shora, tak jako kdyby byl pozorovatel ptákem, často využívaný ve fotografii, kinematografii nebo při výrobě půdorysů, plánů podlaží a map.

## Historie
Nadhled je významný pro fotografii v období 1918–1945 v Evropě nazvanou jako avantgardní, moderní fotografie nebo jen modernismus. Samozřejmě kromě dalších stylů jako je perspektiva žabí (podhled), diagonální kompozice, odvážné výřezy, objevování krásy zdánlivě neestetických a průmyslových motivů, oslava moderního života, moderní architektury a moderních výrobků. Součástí avantgardního stylu je řada uměleckých skupin a umělců, například Nová věcnost nebo výtvarná škola Bauhaus, z fotografů používali podhled například Alexandr Rodčenko, Karl Blossfeldt, László Moholy-Nagy nebo André Kertész.
| „                   | Fotografujte ze všech zorných úhlů, nejen od pupku, dokud všechny zorné úhly nedojdou uznání! Nejzajímavější zorné úhly směřují shora dolů a zezdola nahoru a s nimi se musí pracovat. | “ |
| — Alexandr Rodčenko | |   |

## V kinematografii
Kromě fotografie se nadhledy používají v prostředí kinematografie, kde zejména v hraném filmu umožňují režisérovi netradiční pohled na snímanou scénu. K tomuto účelu se při filmování používají specializované kamerové jeřáby či vysokozdvižné plošiny.

## Přenesený význam slova
Slovo se používá velmi často i v přeneseném významu, kdy vyjadřuje pohled nebo názor člověka na nějakou skutečnost, který je „nad věcí“ (většinou pouze myšleně).

## Galerie

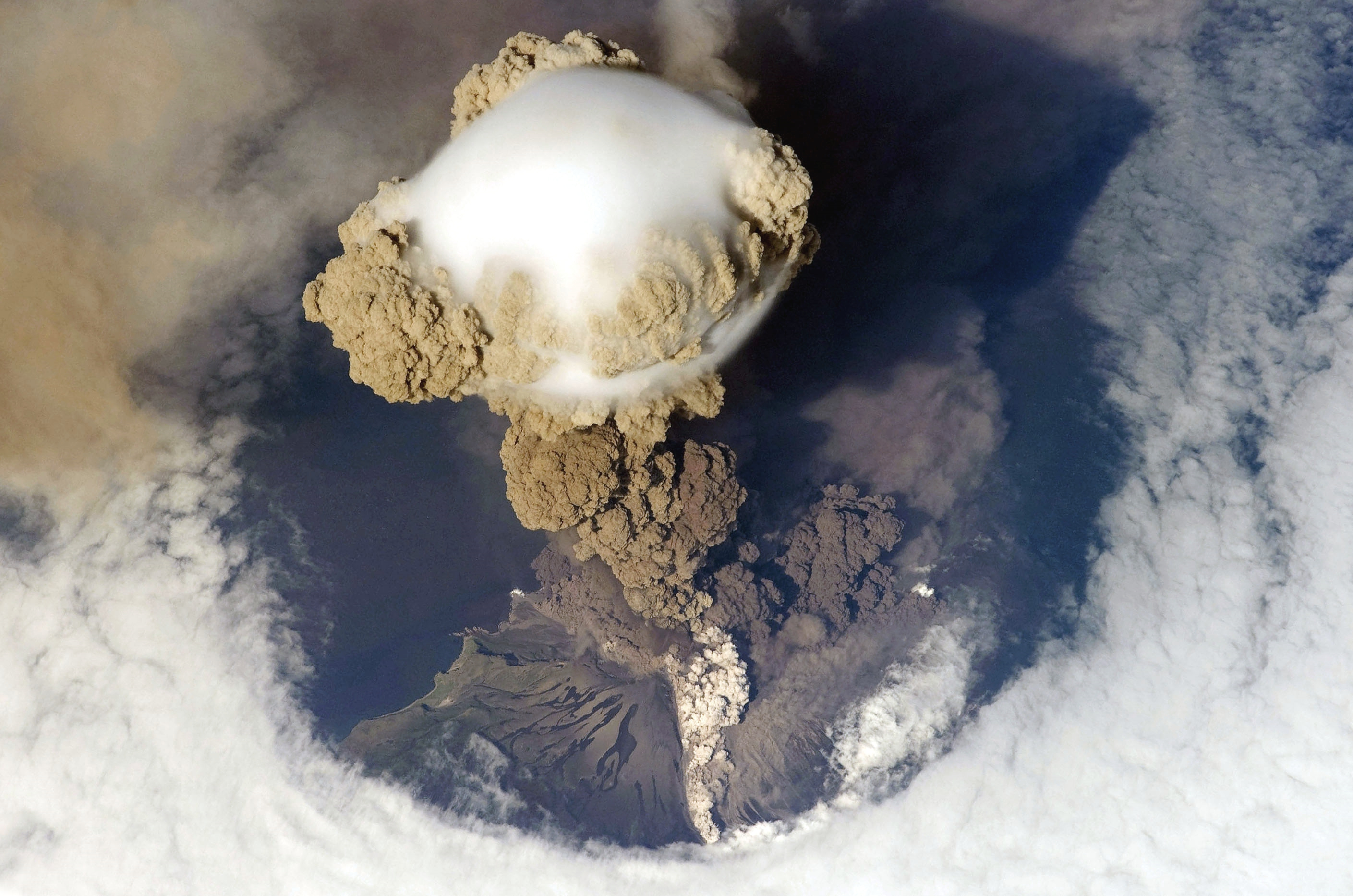
Erupce sopky Saryčev na ostrově Matua v Kurilských ostrovech. Fotografováno 12. června 2009 z Mezinárodní vesmírné stanice
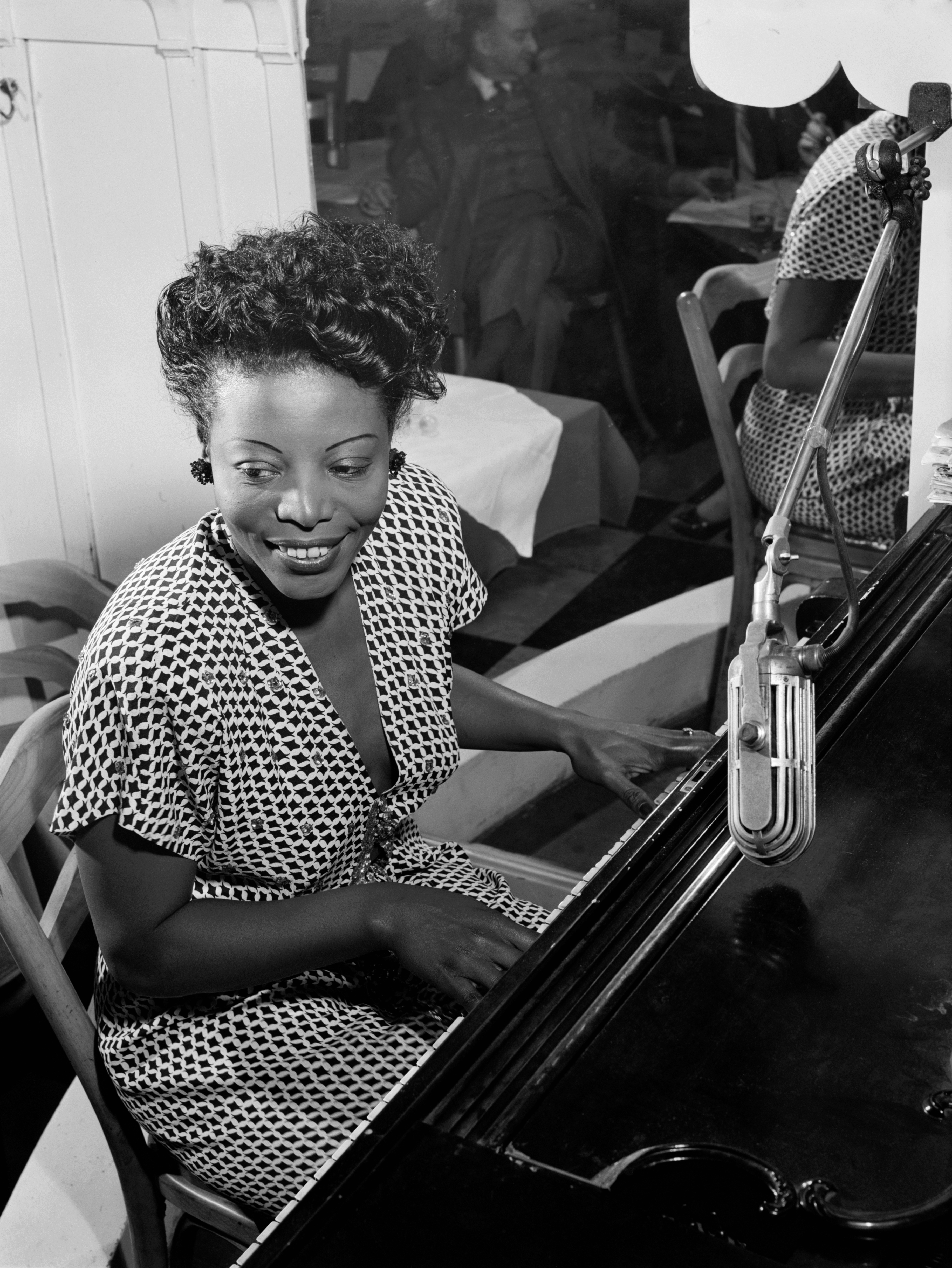
William P. Gottlieb: Mary Lou Williams, portrétní snímek z nadhledu, 1946
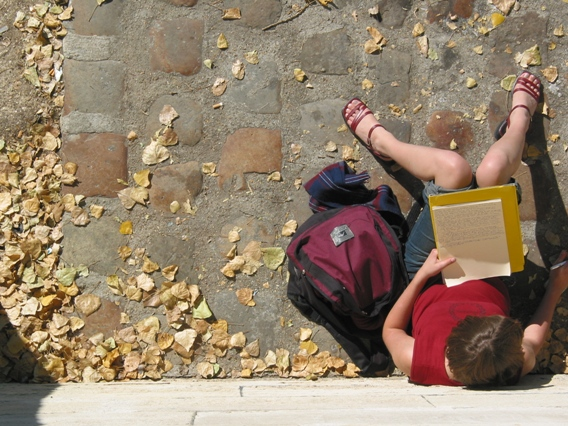
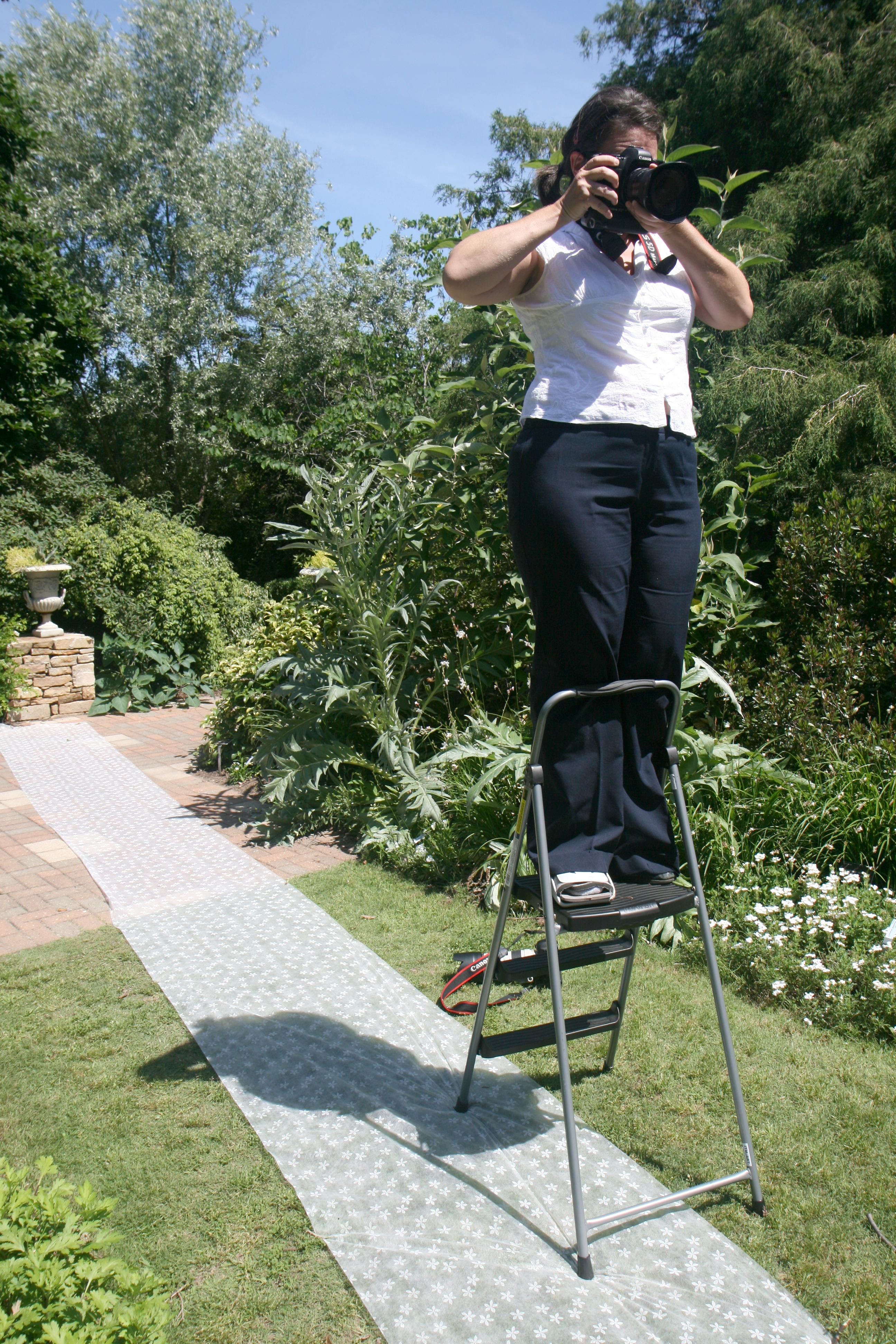
Fotografka využívá k lepší kompozici malé štafle
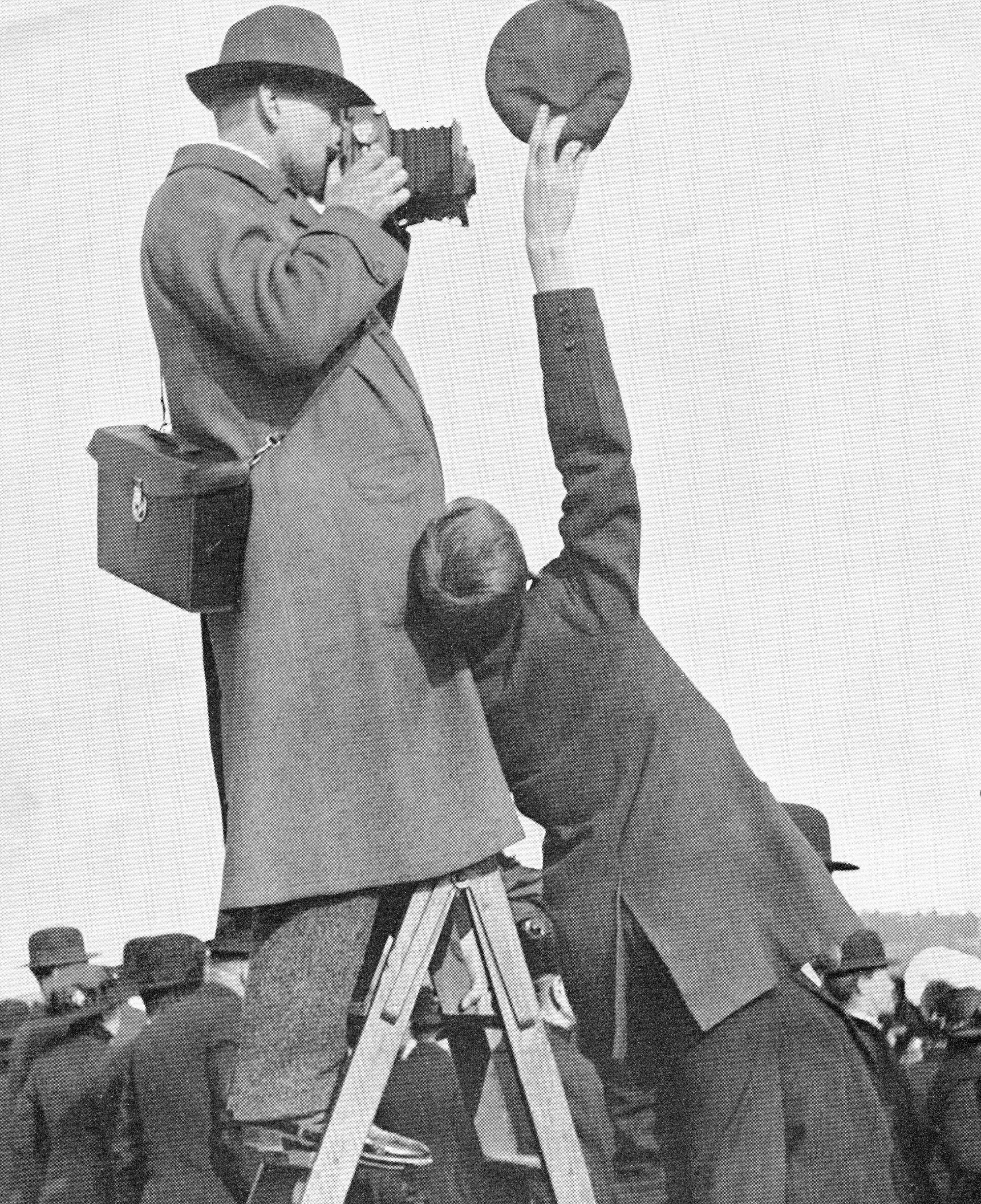
Axel Malmström na štaflích se svým synem Victorem, který mu kloboukem zastiňuje objektiv, 1. května 1915
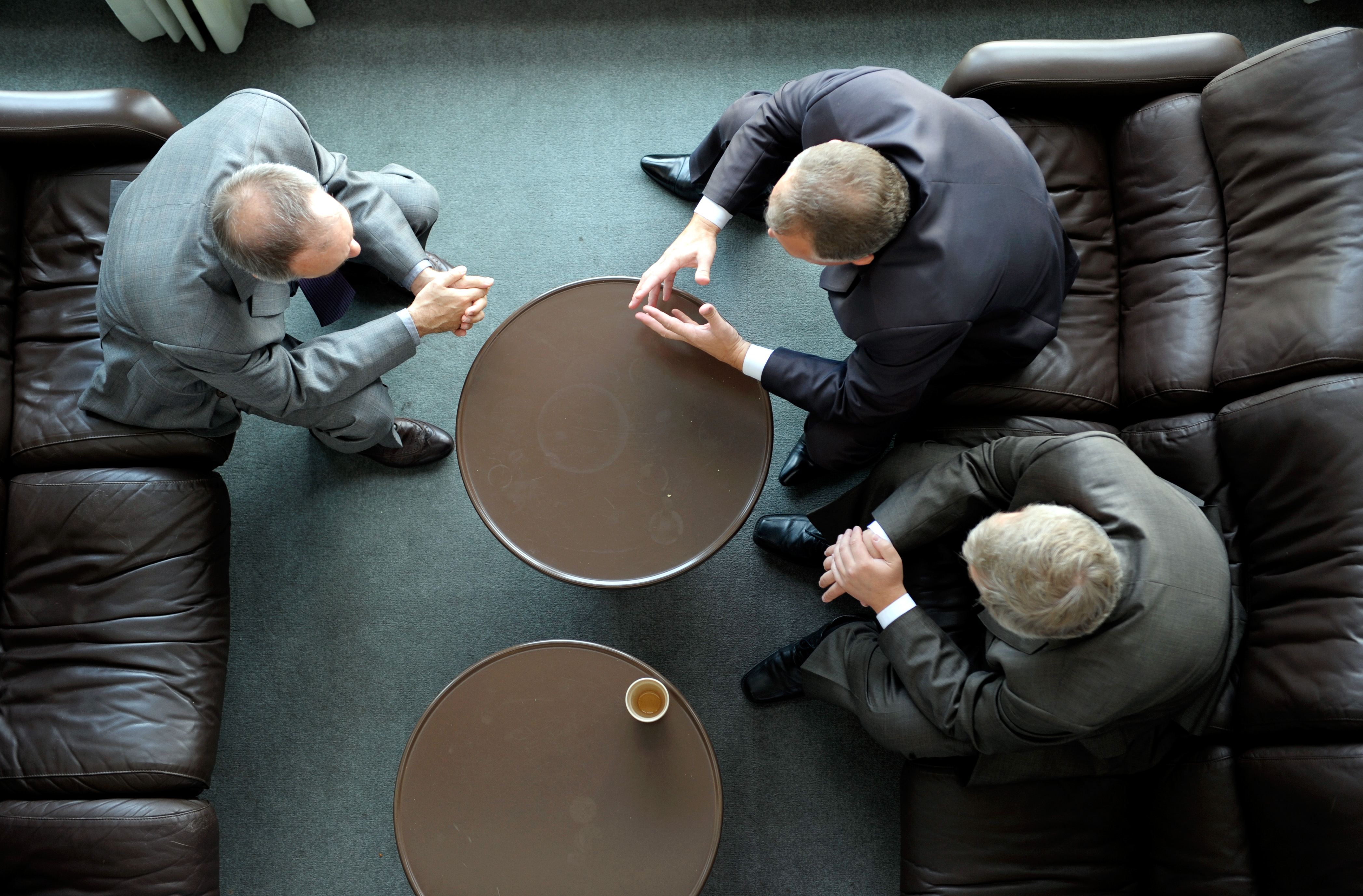
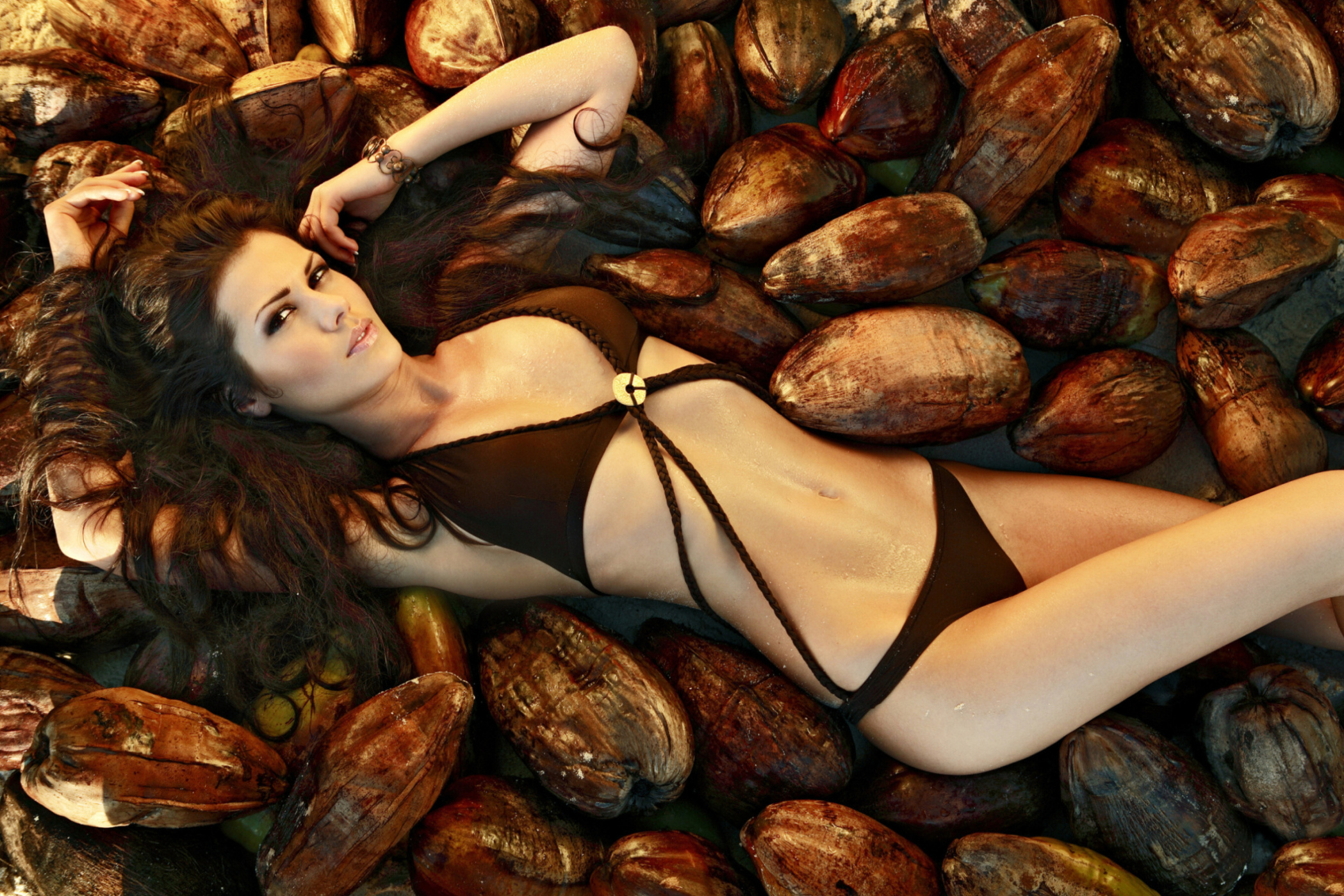
Portrét z nadhledu, Jana Doleželová, Miss České republiky 2004